# Cnephasia asiatica
Cnephasia asiatica es una especie de polilla perteneciente al género Cnephasia, categorizada en la tribu Cnephasiini, de la subfamilia Tortricinae.

## Distribución
Se distribuye por Turkmenistán.

## Taxonomía
Fue descrita por Kuznetzov en 1956 y publicada por primera vez en (Cnephasia), Ent. Obozr. 35: 447.